# Altiport de Courchevel
Het vliegveld Courchevel (Frans: Altiport de Courchevel) is een vliegveld in de Franse Alpen bij de plaats Courchevel gelegen op een hoogte van 2.000 meter.
Het beschikt over een korte start- en landingsbaan van slechts 525 meter. Ook heeft de baan een helling van 18,5% omhoog; er kunnen geen doorstarts gedaan worden op het vliegveld. Door de heuvels, kliffen en bergen is het erg moeilijk om te landen op het vliegveld. Een tientallen meters diepe kloof aan de ene zijde van de landingsbaan en een heuvel aan de andere zijde zorgen voor extra gevaar. Er kan maar vanaf één kant gestart worden en vanaf de andere kant kan enkel geland worden. Alleen piloten die een speciale training hebben gevolgd mogen op dit vliegveld landen. 
Courchevel geldt als op 6 na gevaarlijkste luchthaven ter wereld. Tegenwoordig wordt het vliegveld enkel nog gebruikt voor helikopters en kleine Cessna's, terwijl vroeger ook twin otters en Dash 7's landden.

## Trivia
Op 19 juli 2023 lag de finish van de zeventiende etappe van de Ronde van Frankrijk bij de luchthaven. De Oostenrijker Felix Gall won de etappe. 